# Dietmar Zaefferer
Dietmar Zaefferer (* 2. Mai 1947) ist ein deutscher Linguist. Zaefferer war bis zu seiner Emeritierung 2014 Professor für Theoretische Linguistik an der Ludwig-Maximilians-Universität München. Bekannt wurde er vor allem mit seinen Arbeiten über Satzmodus und seinen Beiträgen zur Sprechakttheorie.

## Werke (Auswahl)
- Frageausdrücke und Fragen im Deutschen. Zu ihrer Syntax, Semantik und Pragmatik. (Studien zur Theoretischen Linguistik 2) München: Fink 1984.
- Sprechakttypen in einer Montague-Grammatik. Ein modelltheoretischer Ansatz zur Behandlung illokutionärer Rollen, in: G. Grewendorf (Hg.), Sprechakttheorie und Semantik. Frankfurt am Main: Suhrkamp 1979, 386–417.
- On a Formal Treatment of Illocutionary Force Indicators, in: H. Parret et al. (eds.), Possibilities and Limitations of Pragmatics. Amsterdam: J. Benjamins 1981, 779–798.
- Language as mind sharing device. Mental and linguistic concepts in a general ontology of everyday life. – In: Andrea C. Schalley and Dietmar Zaefferer (eds.) 2007: Ontolinguistics. How ontological status shapes the linguistic coding of concepts. Berlin: de Gruyter, 189–222.